# Henri Vidal
Henri Vidal (Clermont-Ferrand, 26 november 1919 - Parijs, 10 december 1959) was een Frans acteur.

## Biografie

### Afkomst en debuut
Henri Vidal werd als Henri Lucien Raymond Vidal geboren in Clermont-Ferrand waar zijn vader, een voormalige militair, in de Michelinfabrieken was tewerkgesteld. Op 17-jarige leeftijd wilde hij financieel onafhankelijk worden en ondanks de tegenkanting van zijn vader trok hij naar Parijs. In 1939 schreef hij zich in voor een schoonheidswedstrijd en werd tot 'Apollon (de god met het fraai gebeeldhouwd lichaam) van het jaar 1939' verkozen dankzij zijn atletische, viriele en aantrekkelijke verschijning. Hij werd in 1941 toevallig opgemerkt door Édith Piaf. Zij wilde hem samen met haar op de affiche in de tragikomedie Montmartre-sur-Seine (1941).

### Doorbraak
Zijn doorbraak had Vidal te danken aan zijn rol van ontvoerde dokter in het drama Les Maudits (René Clément, 1947). Dit op het einde van  de Tweede Wereldoorlog gesitueerd duikbootdrama gaf hem de kans te tonen dat hij meer in zijn mars had dan de simpele rol van bevallige jeune premier. 

### Ontmoeting met Michèle Morgan
In 1949 ontmoette hij de net uit de echt gescheiden Michèle Morgan op de set van de prestigieuze sandalenfilm Fabiola van de Italiaanse cineast Alessandro Blasetti. Hij gaf gestalte aan een jonge christelijke Galliër die in Rome zogenaamd komt deelnemen aan gladiatorengevechten maar in werkelijkheid de Romeinen wil bekeren. Zijn eerste bekeerlinge, Fabiola, de dochter van een senator, werd gespeeld door Morgan. Vidal was opnieuw met haar te zien in het melodrama La Belle que voilà (Jean-Paul Le Chanois, 1950). Datzelfde jaar traden ze in het huwelijk. Daarna waren ze als hoofdvertolkers samen te zien in meerdere films zoals het sombere L'Étrange Madame X (Jean Grémillon, 1951) en het drama Pourquoi viens-tu si tard? (Henri Decoin, 1959). 

### Drukke jaren vijftig
Vidal ontwikkelde verder zijn dramatisch talent onder regie van zowel gevestigde waarden als Yves Allégret (La Jeune Folle, 1952), Edmond T. Gréville (Le Port du désir, 1955) en René Clair (Porte des Lilas, 1957) als van debutanten als acteur Robert Hossein (het keiharde en gewelddadige Les salauds vont en enfer, 1955). Vijf jaar na Fabiola speelde Vidal nog twee rollen in historische films: in de sandalenfilm Attila was hij de Romeinse tegenstrever van Atilla de Hun en in de biopic Napoléon gaf hij gestalte aan Joachim Murat. Hij was eveneens te zien in misdaadfilms, als kerel van twijfelachtig allooi  zoals in Une manche et la belle (Henri Verneuil, 1957) en La Bête à l'affût (Pierre Chenal, 1959) maar ook als inspecteur zoals in de politiekomedie Sois belle et tais-toi (Marc Allégret, 1958). In deze laatste film speelden zowel Alain Delon als Jean-Paul Belmondo hun eerste rol van enige betekenis. Een jaar later compenseerden ze met hun verschijning allebei het vroegtijdig heengaan van Vidal.  
In de meeste van zijn films had Vidal een 'love interest', niet alleen zijn vrouw Michèle Morgan maar ook verscheidene jonge veelbelovende actrices van de jaren vijftig. Françoise Arnoul, Brigitte Bardot, Dany Carrel en Mylène Demongeot deelden elk twee keer de affiche met hem, bij Sophia Loren, Romy Schneider, Danièle Delorme en Marina Vlady bleef het bij een eenmalige samenwerking. Hij gaf ook repliek aan enkele monstres sacrés zoals Jean Gabin, Pierre Brasseur en Lino Ventura.

### Privéleven
In 1943 trouwde hij met de actrice Michèle Cordoue. Drie jaar later werd de scheiding uitgesproken. In 1950 hertrouwde hij met Michèle Morgan. Het koppel beleefde enkele gelukkige jaren maar Vidal kreeg last van depressies en hij geraakte verslaafd aan drugs. Zijn verslavingsprobleem maakte het samenleven op den duur onmogelijk. Vastbesloten om Morgans hart te heroveren ging hij in 1959 een zoveelste ontwenningskuur volgen.
Henri Vidal overleed in 1959 vroegtijdig op 40-jarige leeftijd aan een hartaanval tijdens de ontwenningskuur.

## Filmografie
- 1941 - Montmartre-sur-Seine (Georges Lacombe)
- 1943 - Port d'attache (Jean Choux)
- 1943 - Mermoz (Louis Cuny)
- 1944 - L'Ange de la nuit (André Berthomieu)
- 1946 - Étrange Destin (Louis Cuny)
- 1947 - Les Maudits (René Clément)
- 1947 - L'Éventail (Emil-Edwin Reinert)
- 1948 - Le Paradis des pilotes perdus (Georges Lampin)
- 1949 - Fabiola (Alessandro Blasetti)
- 1950 - La Belle que voilà (Jean-Paul Le Chanois)
- 1950 - La Passante (Henri Calef)
- 1950 - Quai de Grenelle (Emil-Edwin Reinert)
- 1951 - Vedettes sans maquillage (documentaire korte film, Jacques Guillon)
- 1951 - Le Rendez-vous de Cannes (korte film) (Eddie Petrossian)
- 1951 - L'Étrange Madame X (Jean Grémillon)
- 1952 - C'est arrivé à Paris (Henri Lavorel en John Berry)
- 1952 - Les Sept Péchés capitaux (sketchenfilm, episode La Gourmandise van Carlo Rim)
- 1952 - La Jeune Folle (Yves Allégret)
- 1952 - Art. 519 codice penale  (Leonardo Cortese)
- 1953 - Scampolo '53 (Giorgio Bianchi)
- 1954 - Attila (Pietro Francisci)
- 1954 - Orient-Express (Carlo Ludovico Bragaglia)
- 1955 - Napoléon (Sacha Guitry)
- 1955 - Série noire (Pierre Foucaud)
- 1955 - Le Port du désir (Edmond T. Gréville)
- 1955 - Les salauds vont en enfer (Robert Hossein) Marina Vlady
- 1957 - Action immédiate (Maurice Labro)
- 1957 - Porte des Lilas (René Clair)
- 1957 - Une manche et la belle (Henri Verneuil)
- 1957 - Charmants Garçons (Henri Decoin)
- 1957 - Une Parisienne (Michel Boisrond)
- 1958 - Sois belle et tais-toi (Marc Allégret)
- 1959 -  Les Naufrageurs (Charles Brabant)
- 1959 - Pensione Edelweiss (Sursis pour un vivant) (Víctor Merenda en Ottorino F. Bertolucci)
- 1959 - Pourquoi viens-tu si tard ? (Henri Decoin)
- 1959 - La Bête à l'affût (Pierre Chenal)
- 1959 - Ein Engel auf Erden (Mademoiselle Ange) (Géza von Radványi)
- 1959 - Voulez-vous danser avec moi? (Michel Boisrond)
- 1976 - Chantons sous l'Occupation (André Halimi) (documentaire)

## Toneel
- 1942 - Jeunesse van Paul Nivoix
- 1946 - Anne et le dragon van Raymond Caillava

### Boeken
- Pierre Cadars: Les Séducteurs du cinéma français : 1928-1958, H. Veyrier, 1982

### Tijdschriften
- L'Écran français, n° 118, 1947
- Cinémonde, n° 723, 1948
- Paris Match, n° 57, 22 april 1950: 'Mariage de Michèle Morgan et Henri Vidal'
- Ciné-Revue, n° 18, 1952
- Mon Film Spécial, n° 605, 26 maart 1958
- Paris Match, n° 558, 19 december 1959: 'Michèle Morgan pleure son grand amour'
- Stars, n° 13, juni 1992

- Biblioteca Nacional de España: XX1540411
- Bibliothèque nationale de France: cb13949455h (data)
- Gemeinsame Normdatei: 141286938
- International Standard Name Identifier: 0000 0001 2096 4921
- Library of Congress Control Number: no2004063856
- Nederlandse Thesaurus van Auteursnamen: 239280474
- Istituto Centrale per il Catalogo Unico: RAVV327196
- Système universitaire de documentation: 079844219
- Virtual International Authority File: 79169997
- WorldCat: E39PBJvmJgMD83fqdYhy4fDg8C